# Survivor Series (2018)
Survivor Series (2018) – gala wrestlingu wyprodukowana przez federację WWE dla zawodników z brandów Raw i SmackDown. Odbyła się 18 listopada 2018 w Staples Center w Los Angeles w stanie Kalifornia. Emisja była przeprowadzana na żywo za pośrednictwem WWE Network oraz w systemie pay-per-view. Była to trzydziesta druga gala w chronologii cyklu Survivor Series.
Na gali odbyło się osiem walk, w tym jedna podczas pre-show. W walce wieczoru, Universal Champion Brock Lesnar pokonał WWE Championa Daniela Bryana. Z powodu prawdziwej kontuzji SmackDown Women’s Champion Becky Lynch, musiała zostać zastąpiona przez Charlotte Flair, która została pokonana przez Raw Women’s Champion Rondę Rousey przez dyskwalifikację. W eliminacyjnych walkach tag teamowych Team Raw mężczyzn pokonał Team SmackDown mężczyzn z Bobbym Lashleyem, Drew McIntyre i Braunem Strowmanem jako ocalałymi, a Team Raw kobiet pokonał Team SmackDown kobiet z Nią Jax jako jedyną ocalałą. Buddy Murphy zachował WWE Cruiserweight Championship w walce z Mustafą Alim w jedynej na karcie obronie tytułu, a także jedynym meczu niemiędzybrandowym, który był jedyną walką, w którym wystąpili wrestlerzy brandu 205 Live. Raw zdobyło dominację brandu dzięki czystemu zwycięstwu nad SmackDown we wszystkich sześciu walkach międzybrandowych na karcie głównej, gdzie jedyne zwycięstwo Team SmackDown odniosło na pre-show w 10 na 10 eliminacyjnym tag team matchu pomiędzy stajniami z różnych brandów.

## Produkcja
Survivor Series oferowało walki profesjonalnego wrestlingu z udziałem wrestlerów należących do brandów Raw i SmackDown. Oskryptowane rywalizacje (storyline’y) kreowane były podczas cotygodniowych gal Raw, SmackDown Live oraz ekskluzywnej dla dywizji cruiserweight 205 Live. Wrestlerzy są przedstawieni jako heele (negatywni, źli zawodnicy i najczęściej wrogowie publiki) i face’owie (pozytywni, dobrzy i najczęściej ulubieńcy publiki), którzy rywalizują pomiędzy sobą w seriach walk mających budować napięcie. Kulminacją rywalizacji jest walka wrestlerska lub ich seria.

### Tło
Survivor Series to gala, która występuje w WWE od 1987 roku. Była częścią wielkiej czwórki wraz z innymi sztandarowymi produkcjami WWE: WrestleManią, Royal Rumble i SummerSlam, czyli głównymi i pierwszymi wydarzeniami federacji. Wydarzenie od 2016 roku charakteryzuje się imiennymi walkami Survivor Series, w których oba brandy (Raw i SmackDown) rywalizują ze sobą. W innych latach na galach odbywały się również Survivor Series matche, ale zazwyczaj nie były to rywalizacje pomiędzy brandami, a rywalizacje pomiędzy stajniami lub wrestlerami stanowiącymi różne sojusze.
Oprócz Brand vs. Brand elimination matchu, na gali odbywają się również Champion vs. Champion matche, w których mistrzowie reprezentujący swój brand walczą ze sobą. Oto ówczesny format takich walk:
- WWE Champion (SmackDown) vs. WWE Universal Champion (Raw)
- United States Champion (SmackDown) vs. Intercontinental Champion (Raw)
- SmackDown Women’s Champion vs. Raw Women’s Champion
- Raw Tag Team Champions vs. SmackDown Tag Team Champions

Podczas tej edycji gali SmackDown Women's Champion, Becky Lynch, z powodu prawdziwej kontuzji, nie została dopuszczona do walki i jako swojego zastępcę wybrała reprezentantkę SmackDown, Charlotte Flair.

### Rywalizacje
Po tym jak na Evolution Ronda Rousey obroniła Raw Women’s Chapionship, a Becky Lynch SmackDown Women’s Championship, panie skonfrontowały się podczas wywiadu. Walka pomiędzy nimi na Survivor Series został ustalony następnej nocy na odcinku Raw. 12 listopada Team SmackDown kobiet pod dowództwem Becky Lynch zaatakował Team Raw kobiet. Lynch zaatakowała kilkukrotnie Rousey krzesłem i uszkodziła jej rękę wykonując Dis-Arm-Her. Chwilę później otrzymała cios w głowę od Nii Jax powodując złamanie nosa i wstrząs mózgu. Z powodu prawdziwej kontuzji Lynch została usunięta z walki, i wybrała jako swojego zastępcę Charlotte Flair.
Na Crown Jewel, AJ Styles pokonał Samoa Joe, aby zachować WWE Championship, podczas gdy Brock Lesnar pokonał Brauna Strowmana, aby wygrać wolne WWE Universal Championship, ustanawiając rewanż między Stylesem i Lesnarem z zeszłorocznej imprezy, na Survivor Series. Na ostatnim odcinku SmackDown przed Survivor Series,Daniel Bryan pokonał Stylesa, aby zostać nowym mistrzem WWE, w ten sposób Bryan zastąpił Stylesa, jako przeciwnik Lesnara na Survivor Series.
Podczas Crown Jewel, Shinsuke Nakamura pokonał Ruseva, aby zachować WWE United States Championship. Po gali, ustalony walkę pomiędzy Nakamurą i Intercontinental Champion Sethem Rollinsem, na Survior Series.
Na Crown Jewel, The Bar (Cesaro i Sheamus) utrzymali SmackDown Tag Team Chmpionship, w walce przeciwko The New Day (reprezentowanym przez Big E i Kofi Kingston), podczas gdy 5 listopada na odcinku Raw, AOP (Akam i Rezar) pokonali Setha Rollinsa, w hancicap matchu, aby zostać nowymi Raw Tag Team Champions. Walka pomiędzy tymi dwoma zespołami został wtedy ustalony na Survivor Series.
31 października, na 205 Live, Mustafa Ali pokonał Tony’ego Nese, aby zostać pretendentem do WWE Cruiserweight Championship. Następnie ustanowiono mistrzowski pojedynek, pomiędzy mistrzem, Buddym Murphym, a Mustafą Ali, na Survivor Series.
5 listopada, na Raw, generalny menadżer Baron Corbin ujawnił Brauna Strowmana, Dolpha Zigglera i Drew McIntyre jako pierwszych trzech członków męskiej drużyny Raw, nazywając siebie kapitanem, chociaż stwierdził, że nie będzie startował, w wysiłku fizycznym, ze względu na jego pozycję menedżera. Wtrącił się Kurt Angle, który wyraził chęć, aby zastąpić Corbina na stanowisku kapitana, dlatego Corbin wystawił McIntyre do walki z Angle, gdzie jeśli Kurt wygra, to zastąpi go. Nie udało mu się jednak wygrać pojedynku. W następnym tygodniu, Finn Bálor pokonał Dolpha Zigglera, a powracająca komisarz Raw, Stephanie McMahon, nagrodziła Bálora dodając go do zespołu. Później, Bobby Lashley wygrał ostatnie miejsce, pokonując Eliasa. Męska drużyna SmackDown, 6 listopada na odcinku SmackDown, otrzymała współkapitanów, w postaci The Miza i Daniela Bryana. Miz i Bryan dodali następnie Shane'a McMahona do zespołu, ponieważ wygrał WWE World Cup na Crown Jewel. Później do zespołu dołączyli Rey Mysterio i Samoa Joe po pokonaniu odpowiednio Andrade "Cien" Almasa i Jeffa Hardy’ego. Następnie doszło do bójki między Joe, Bryanem, Mizem i Shane'em. Następnie Bryan wygrał WWE Championship, z rąk AJ Stylesa i z powodu tego, że musi wystąpić w walce Champion vs. Champion, na tej samej gali, został zastąpiony przez Jeffa Hardy’ego, który pokonał Andrade "Cien" Almasa.
5 listopada na Raw, generalny menadżer Baron Corbin, ogłosił Alexę Bliss kapitanem kobiecej drużyny Raw, ale z powodu jej kontuzji nie mogła wystąpić w fizycznej konfrontacji. W następnym tygodniu Bliss ujawniła Mickie James, Nię Jax, Taminę i Natalyę, jako członków drużyny, a ostatni członek zostanie wyłoniony w pojedynku Sashy Banks i Bayley. Podczas walki drużyna kobiet zaatakowała Bayley i Banks, co spowodowało dyskwalifikację, a Alexa Bliss ogłosiła Ruby Riott jako ostatnią członkinię Team Raw. W przypadku kobiecego zespołu SmackDown, 6 listopada odcinku SmackDown, generalna menadżerka, Paige ujawniła Asukę, Carmellę, Naomi, Sonyę Deville i Charlotte Flair, jako członków Team SmackDown. W poprzednim tygodniu Paige poprosiła Flair, aby została kapitanem, ale Flair uznała, że nie jest odpowiednią osobą, a potem powiedziała, że pomyśli o tym. Zamiast tego, Flair, zastąpiła Becky Lynch, aby zmierzyć się z Rondą Rousey, a ostatni członek został wyłoniony już na gali.
6 listopada na SmackDown, The Usos (Jey Uso i Jimmy Uso) pokonali The New Day (reprezentowani przez Big E i Kofi Kingston), aby zostać kapitanami Team SmackDown w walki eliminacyjnym 10 na 10. Zaraz po walce The Usos wybrali The New Day jako swój pierwszy wybór na członków drużyny. W następnym tygodniu The Usos dodali do zespołu Sanity (Eric Young, Alexander Wolfe i Killian Dain), Luke Gallows i Karl Anderson oraz The Colóns (Primo Colón i Epico Colón). 12 listopada na Raw, doszło do drużynowego battle royal, która miała wyłonić kapitanów Team Raw. Drużyna Bobby’ego Roode’a i Chada Gable’a pokonała The Revival (Dash Wilder i Scott Dawson), The B-Team (Bo Dallas i Curtis Axel), Lucha House Party (Gran Metalik, Kalisto i Lince Dorado), The Ascension (Konnor i Viktor) oraz zespół Heath Slater i Rhyno, aby zostać kapitanami. Reszta uczestników walki, oprócz Heath Slater i Rhyno, zostali dodani do zespołu.

## Wyniki walk
| Nr                                                                   | Wyniki | Stypulacje                                      | Czas  |
| -------------------------------------------------------------------- | --- | ----------------------------------------------- | ----- |
| 1P                                                                   | Team SmackDown (The Usos (Jimmy i Jey Uso), The New Day (Big E i Xavier Woods), Sanity (Eric Young i Killian Dain), Gallows i Anderson i The Colóns (Primo Colón i Epico Colón)) (z Kofi Kingston i Alexander Wolfe) pokonali Team Raw (Bobby’ego Roode’a i Chada Gable’a, The Revival (Dasha Wildera i Scotta Dawsona), The B-Team (Bo Dallasa i Curtisa Axela), Lucha House Party (Lince’a Dorado i Kalisto/Grana Metalika) oraz The Ascension (Konnora i Viktora))Eliminacje | 10-on-10 Survivor Series elimination match      | 22:20 |
| 2                                                                    | Team Raw (Mickie James, Nia Jax, Tamina, Sasha Banks i Bayley) (z Alexą Bliss) pokonały Team SmackDown (Naomi, Mandy Rose, Sonyę Deville, Carmellę i Asukę)Eliminacje | Żeński 5-on-5 Survivor Series elimination match | 18:50 |
| 3                                                                    | Seth Rollins (Intercontinental Champion) pokonał Shinsuke Nakamurę (United States Champion) | Champion vs. Champion match                     | 21:50 |
| 4                                                                    | AOP (Akam i Rezar) (Raw Tag Team Champions) (z Drakiem Maverickem) pokonali The Bar (Cesaro i Sheamusa) (SmackDown Tag Team Champions (z Big Showem) | Champions vs. Champions match                   | 9:00  |
| 5                                                                    | Buddy Murphy (c) pokonał Mustafę Alego | Singles match o WWE Cruiserweight Championship  | 12:20 |
| 6                                                                    | Team Raw (Dolph Ziggler, Drew McIntyre, Braun Strowman, Bobby Lashley i Finn Bálor) (w/ Lio Rush i Baron Corbin) pokonali Team SmackDown (The Miza, Shana McMahona, Reya Mysterio, Samoa Joe i Jeffa Hardy’ego)Eliminacje | Męski 5-on-5 Survivor Series elimination match  | 24:00 |
| 7                                                                    | Ronda Rousey pokonała Charlotte Flair przez dyskwalifikację | Singles match                                   | 14:40 |
| 8                                                                    | Brock Lesnar (Universal Champion) (z Paulem Heymanem) pokonał Daniela Bryana (WWE Champion) | Champion vs. Champion match                     | 18:50 |
| (c) – mistrz/mistrzyni przed walkąP – walka miała miejsce w pre-show | |                                                 |       |

### Eliminacje w Survivor Series matchach

#### Tag Team Survivor Series match
| Nr. eliminacji | Wrestlerka                                      | Drużyna                                         | Wyeliminowani przez                             | Metoda eliminacji                                                   | Czas                                            |
| -------------- | ----------------------------------------------- | ----------------------------------------------- | ----------------------------------------------- | ------------------------------------------------------------------- | ----------------------------------------------- |
| 1              | The Colóns                                      | SmackDown                                       | Dasha Wildera                                   | Wilder przypiął Colóna po wykonaniu Shatter Machine                 | 3:10                                            |
| 2              | The B-Team                                      | Raw                                             | Karla Andersona                                 | Anderson przypiął Dallasa ruchem Schoolboy                          | 5:00                                            |
| 3              | Sanity                                          | SmackDown                                       | Bobby'ego Roode'a                               | Roode przypiął Younga po wykonaniu kombinacji Neckbreaker/Moonsault | 6:30                                            |
| 4              | The Ascension                                   | Raw                                             | Big E                                           | Big E przypiął Viktora po wykonaniu Splash                          | 8:50                                            |
| 5              | Gallows i Anderson                              | SmackDown                                       | Grana Metalika                                  | Metalik przypiął Andersona po wykonaniu Springboard Swanton         | 10:40                                           |
| 6              | Lucha House Party                               | Raw                                             | Jeya Uso                                        | Jey przypiął Dorado po wykonaniu Alley Uce                          | 11:55                                           |
| 7              | Bobby Roode i Chad Gable                        | Raw                                             | Big E                                           | Big E przypiął Gable'a po wykonaniu UpUpDownDown                    | 18:30                                           |
| 8              | The New Day                                     | SmackDown                                       | Dasha Wildera                                   | Wilder przypiął Woodsa po wykonaniu Shatter Machine                 | 19:50                                           |
| 9              | The Revival                                     | Raw                                             | Jimmy'ego Uso                                   | Jimmy przypiął Dawsona po wykonaniu Uso Splash                      | 22:20                                           |
| Ocaleni:       | The Usos (Jey Uso i Jimmy Uso) (Team SmackDown) | The Usos (Jey Uso i Jimmy Uso) (Team SmackDown) | The Usos (Jey Uso i Jimmy Uso) (Team SmackDown) | The Usos (Jey Uso i Jimmy Uso) (Team SmackDown)                     | The Usos (Jey Uso i Jimmy Uso) (Team SmackDown) |

#### Żeński Survivor Series match
| Nr. eliminacji | Wrestlerka         | Drużyna            | Wyeliminowana przez | Metoda eliminacji                               | Czas               |
| -------------- | ------------------ | ------------------ | ------------------- | ----------------------------------------------- | ------------------ |
| 1              | Naomi              | SmackDown          | Taminę              | Przypięta po otrzymaniu Superkick               | 1:20               |
| 2              | Tamina             | Raw                | Carmellę            | Przypięta ruchem Schoolgirl                     | 1:30               |
| 3              | Mickie James       | Raw                | Mandy Rose          | Przypięta po otrzymaniu Sliding knee od Deville | 6:50               |
| 4              | Carmella           | SmackDown          | Bayley              | Przypięta po otrzymaniu Bayley to Belly         | 8:20               |
| 5              | Mandy Rose         | SmackDown          | Sashę Banks         | Odklepała po założeniu dźwigni Bank Statement   | 9:55               |
| 6              | Bayley             | Raw                | –                   | Wyliczenie poza ringowe                         | 14:45              |
| 7              | Sonya Deville      | SmackDown          | –                   | Wyliczenie poza ringowe                         | 14:45              |
| 8              | Sasha Banks        | Raw                | Asukę               | Odklepała po założeniu dźwigni Asuka Lock       | 18:10              |
| 9              | Asuka              | SmackDown          | Nię Jax             | Przypięta po otrzymaniu Samoan Drop             | 18:50              |
| Zwyciężczyni:  | Nia Jax (Team Raw) | Nia Jax (Team Raw) | Nia Jax (Team Raw)  | Nia Jax (Team Raw)                              | Nia Jax (Team Raw) |

#### Męski Survivor Series match
| Nr. eliminacji | Wrestler                                                 | Drużyna                                                  | Wyeliminowany przez                                      | Metoda eliminacji                                        | Czas                                                     |
| -------------- | -------------------------------------------------------- | -------------------------------------------------------- | -------------------------------------------------------- | -------------------------------------------------------- | -------------------------------------------------------- |
| 1              | Samoa Joe                                                | SmackDown                                                | Drew McIntyre'a                                          | Przypięty po otrzymaniu Claymore                         | 0:35                                                     |
| 2              | Finn Bálor                                               | Raw                                                      | Reya Mysterio                                            | Przypięty po otrzymaniu 619                              | 12:10                                                    |
| 3              | Dolph Ziggler                                            | Raw                                                      | Shane'a McMahona                                         | Przypięty po otrzymaniu Coast to Coast                   | 18:10                                                    |
| 4              | Jeff Hardy                                               | SmackDown                                                | Brauna Strowmana                                         | Przypięty po otrzymaniu Running Powerslam                | 20:45                                                    |
| 5              | Rey Mysterio                                             | SmackDown                                                | Brauna Strowmana                                         | Przypięty po otrzymaniu Running Powerslam                | 21:10                                                    |
| 6              | The Miz                                                  | SmackDown                                                | Brauna Strowmana                                         | Przypięty po otrzymaniu Running Powerslam                | 22:25                                                    |
| 7              | Shane McMahon                                            | SmackDown                                                | Brauna Strowmana                                         | Przypięty po otrzymaniu Running Powerslam                | 24:00                                                    |
| Zwycięzcy:     | Braun Strowman, Drew McIntyre i Bobby Lashley (Team Raw) | Braun Strowman, Drew McIntyre i Bobby Lashley (Team Raw) | Braun Strowman, Drew McIntyre i Bobby Lashley (Team Raw) | Braun Strowman, Drew McIntyre i Bobby Lashley (Team Raw) | Braun Strowman, Drew McIntyre i Bobby Lashley (Team Raw) |

## Incydent z Enzo Amore
Były zapaśnik WWE, Enzo Amore został zauważony podczas gali w przebraniu. Na początku meczu AOP vs. The Bar, stało się jasne, że to Amore, ponieważ zaczął tańczyć, stojąc na krześle, wrzeszcząc do tłumu. Amore został następnie wyprowadzony z budynku przez ochronę i miał zakaz wstępu na przyszłe wydarzenia w Staples Center. Raporty stwierdzały również, że Amore wpadł na kobietę, raniąc ją.